# Mélanie Vogel
Mélanie Vogel (ur. 22 maja 1985 w Marsylii) – francuska polityk, senator, współprzewodnicząca Europejskiej Partii Zielonych (2022–2024).

## Życiorys
Studiowała w Instytucie Nauk Politycznych w Tuluzie, który ukończyła w 2009. W tym samym roku uzyskała magisterium w Instytucie Nauk Politycznych w Paryżu, a w 2010 została absolwentką Kolegium Europejskiego w Brugii. Podczas nauki pracowała dla Amnesty International w Chile i w Canadian Institute for Environmental Law and Policy w Toronto, później jako koordynator projektów w Maison de l’Europe, organizacji promującej integrację europejską.
Zaangażowała się w działalność polityczną w ramach ugrupowania Europa Ekologia – Zieloni (od 2023 pod nazwą Les Écologistes). Uczestniczyła w jego kampanii przed wyborami do Europarlamentu w 2014, została asystentką posła do Parlamentu Europejskiego i doradcą ds. konstytucyjnych frakcji Zieloni – Wolny Sojusz Europejski. W 2021 wybrana do Senatu z okręgu reprezentującego diasporę. Od 2019 zasiadała w komitecie sterującym Europejskiej Partii Zielonych, a od czerwca 2022 do grudnia 2024 pełniła funkcję współprzewodniczącej tego ugrupowania (razem z Thomasem Waitzem).
Związała się z niemiecką polityk Terry Reintke.